# Nona Sobo
Pour les articles homonymes, voir Soley (homonymie) et Bosch.
Mariona Soley i Bosch, née le 2 mars 2000, connue sous son nom de scène de Nona Sobo, est une actrice et mannequin catalane d'origine thaïlandaise.

## Biographie
Nona Sobo naît en Thaïlande et est adoptée à l'âge de deux ans.
Elle grandit dans la ville de Caldes de Montbui, dans la comarque du Vallès oriental, près de Barcelone, et débute en tant que mannequin en Catalogne.
Elle est notamment connue depuis son rôle dans la série télévisée Entrevías, diffusée par le réseau Netflix à partir de 2022, thriller au succès international créé par David Bermejo et Aitor Gabilondo. La série se situe dans le quartier populaire d'Entrevías, à Madrid,.
Elle y tient l'un des rôles principaux, celui d'Irene, la petite-fille de l'ancien combattant Tirso (joué par l'acteur espagnol José Coronado), fille de Jimena Abantos (jouée par la comédienne catalane Maria Molins), petite amie de Nelson (joué par l'acteur colombien Felipe Londoño, fils de Gladys jouée par Laura Ramos) et amie de Nata (jouée par María de Nati).
Elle a également joué dans Bienvenidos a Edén, diffusée aussi par Netflix à partir de mai 2022, elle y joue le rôle de Som Sisuk.
Elle est en couple avec Sebastián Yatra.

## Nom de scène
- Le nom de « Sobo » est formé de la première syllabe du nom de famille de sa mère et de son père : les patronymes de Soley et de Bosch sont très communs en Catalogne.

- « Nona » est la façon qu'elle avait de prononcer son prénom « Mariona » lorsqu'elle commençait à parler étant bébé[9].

## Filmographie
- Bienvenidos a Edén (2022)[10]
- 2022 : Entrevías : Irene (série télévisée)